# Thimister
Thimister (en wallon Timister) est une section de la commune belge de Thimister-Clermont située en Région wallonne dans la province de Liège.
C'était une commune à part entière avant la fusion des communes de 1977.

## Étymologie
Défrichement (wallon stèr) de Theodwin ou Theudin (anthroponyme germanique).

### Formes anciennes
- 1276 Tinwinster
- 1317 Tuynster

## Évolution démographique
- Sources : INS, Rem. : 1831 jusqu'en 1970 = recensements, 1976 = nombre d'habitants au 31 décembre.

## Histoire
Érigé en commune dans le département de l'Ourte en 1800 sous le régime français.
Durant des siècles, la principale activité de la localité fut l'agriculture et la production du célèbre fromage de Herve. Le commerce de fruits était aussi important. Les nombreux vergers garnis d'arbres fruitiers donnèrent à Joseph Ruwet l'idée de fabriquer un produit nouveau dès 1898 : le cidre.
Le 2 août 1914, le soldat Antoine Fonck est tué à l'ennemi. Il est le premier Belge tombé au champ d'honneur. Il avait 21 ans.

## Personnalités liées à la localité
- Marie-Rose Gaillard (1944-2022), coureuse cycliste, championne du monde sur route 1962, y est née.